# Олімпійський стадіон (Антверпен)
«Олімпійський стадіон» (нід. « Olympisch Stadion») — багатофункціональний стадіон у місті Антверпен, Бельгія, домашня арена ФК «Беєрсхот Вільрійк».
Стадіон відкритий 1920 року із місткістю 35 000 глядачів в рамках підготовки Антверпена до Літніх Олімпійських ігор 1920 року, заходи і змагання яких арена приймала. Після Олімпійських ігор потужність арени знижено до нині існуючих 12 771 місця. Стадіон був домашньою ареною ФК «Жерміналь Беєрсхот», після ліквідації якого у 2013 році домашні матчі тут нині приймає ФК «Беєрсхот Вільрійк». До 1999 року, також до часу ліквідації, на арені домашні матчі приймав ФК «Беєрсхот».
У 2000 році стадіон був реконструйований, в результаті чого було модернізовано трибуни, систему освітлення, газон, підтрибунні приміщення та інформаційне табло.